# Список послів Німеччини в США
Німеччина та Сполучені Штати мають дипломатичні відносини з моменту об'єднання Німеччини в 1871 році. До цього єдиними німецькими державами, які підтримували дипломатичні відносини зі США, були Королівство Пруссія з 1835 року та три ганзейські міста Бремен, Гамбург і Любек з 1853 року.
Відносини двічі розривалися (1917—1921, 1941—1955), коли Німеччина та Сполучені Штати перебували у стані війни.

## Посли та міністри німецьких держав

### Міністри Пруссії в США
- 1817—1823: Фрідріх фон Грейм
- 1825—1830: Людвіг Нідерштеттер ; Тимчасовий повірений у справах
- 1834—1844: Фрідріх Людвіг фон Ренне
- 1844—1848: Фрідріх фон Герольт
- 1848—1849: Фрідріх Людвіг фон Ренне (жовтень 1848 — грудень 1849; (26 січня — 21 грудня 1849) одночасно «Надзвичайний посланник і повноважний міністр центрального уряду Німеччини», тобто Франкфуртський парламент)
- 1849—1868: Фрідріх фон Герольт (24 січня 1868—1871 як міністр Північнонімецького союзу)

### Міністри ганзейських міст у США
- 1827—1828: Вінсент Румпф[2][1]
- 1862—1864: Рудольф Шлейден
- 1864—1868: Йоганнес Розінг

## Голови представництв

### Міністри та посли Німецької імперії в США

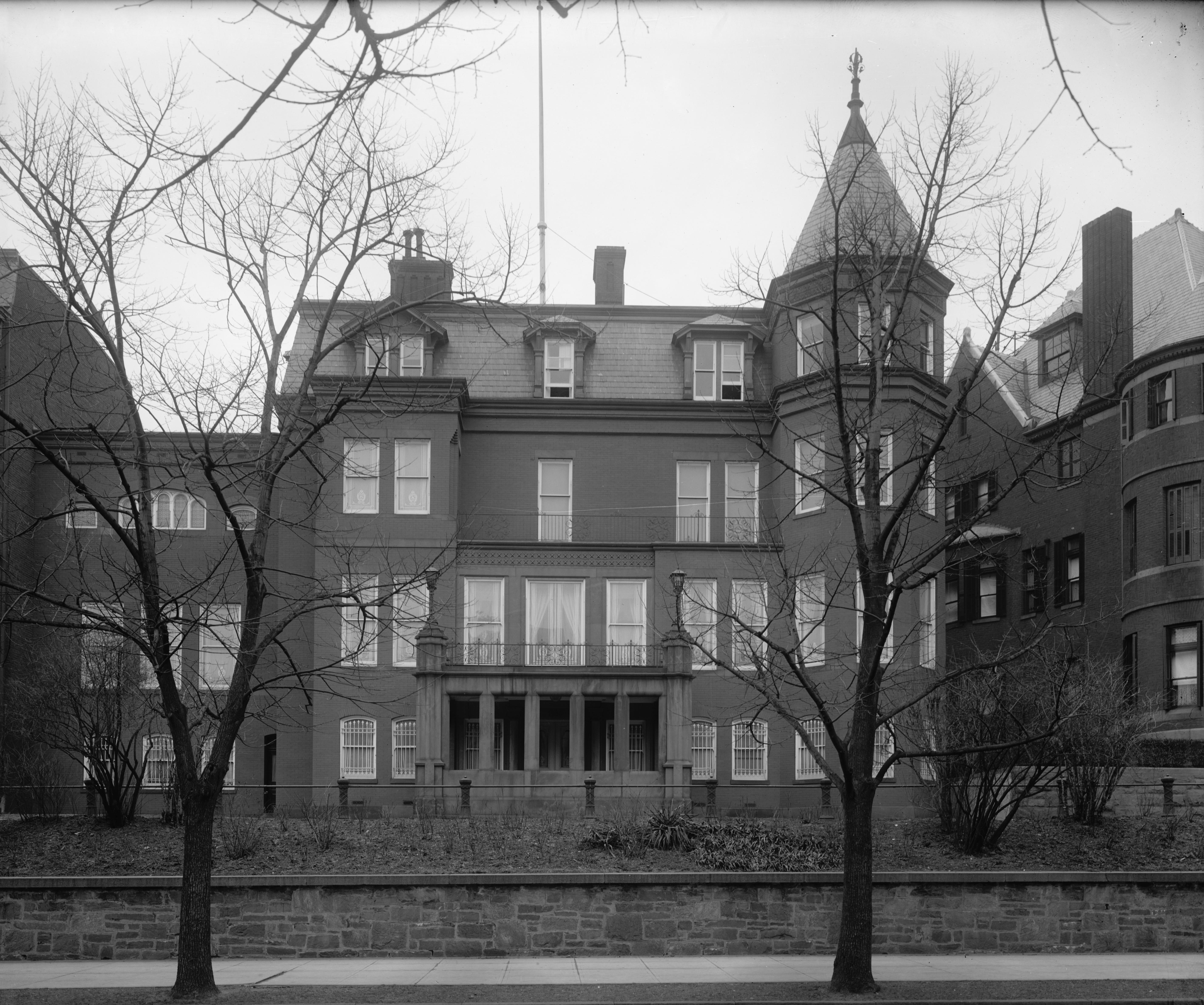
Німецьке посольство в 1917 році

- 1871—1882: Курд фон Шльоцер, повноважний міністр
- 1882—1884: Карл фон Айзендехер, повноважний міністр
- 1884—1888: Фрідріх Йоганн Граф фон Альвенслебен, повноважний міністр
- 1888—1891: Людвіг, граф фон Арко-Веллі, повноважний міністр
- 1891—1893: Теодор фон Холлебен, повноважний міністр
- 1893—1895: Антон Саурма фон дер Єльч
- 1895—1897: Макс фон Тільман
- 1897—1903: Теодор фон Холлебен
- 1903—1908: Герман Фрайгер Шпек фон Штернбург
- 1908—1917: Йоганн Генріх фон Бернсторф

Розірвання дипломатичних відносин через Першу світову війну (3 лютого 1917 р. — 25 квітня 1921 р.)

### Посли Веймарської Республіки в США
- 1921—1922: доктор Карл Ланг, тимчасовий повірений у справах
- 1922—1925: Отто Відфельдт
- 1925—1927: Адольф Георг фон Мальцан

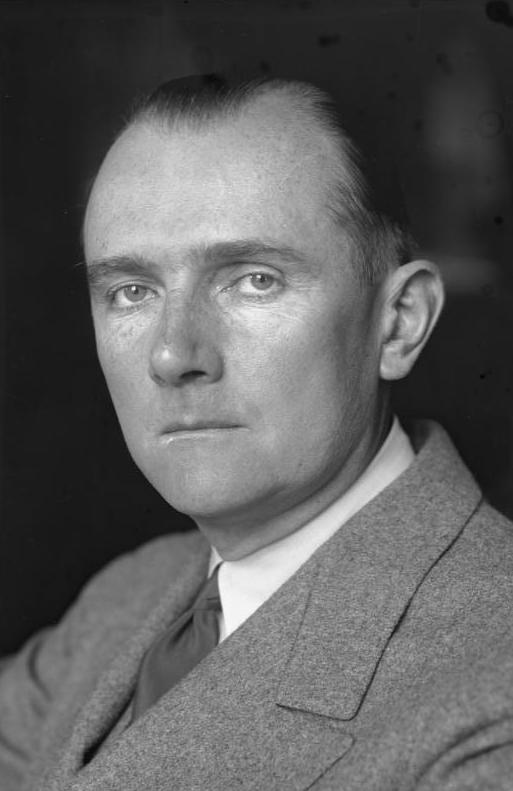
Фрідріх Вільгельм фон Прітвіц і Гафрон

- 1928—1933: Фрідріх Вільгельм фон Прітвіц унд Гафрон (подав у відставку 14 квітня 1933 року в опозиції до Гітлера).

### Посли Третього Рейху в США
- 1933—1937: Ганс Лютер
- 1937—1938: Ганс-Генріх Дікгофф, відкликаний 18 листопада 1938 року у відповідь на погіршення відносин із США через Кришталеву ніч (9 листопада) і відкликання США свого посла (15 листопада).
- 1938—1941: Ганс Томсен, тимчасовий повірений у справах

Розірвання дипломатичних відносин через Другу світову війну (11 грудня 1941 — 22 вересня 1949)

### Посли Федеративної Республіки Німеччина в США
- 1951—1958: Генріх Крекелер (20 липня 1906 — 5 серпня 2003), (червень 1950 — червень 1951: генеральний консул, червень 1951 — травень 1955: тимчасовий повірений у справах, травень 1955 — січень 1958: посол)
- 1958—1962: Вільгельм Грю (16 жовтня 1911 — 11 січня 2000) (лютий 1958 — травень 1962)
- 1962—1968: Карл Генріх Кнапштейн (15 квітня 1906 — 6 травня 1989) (червень 1962 — грудень 1968)
- 1968—1973: Рольф Фрідеман Паулс (26 серпня 1915 — 4 травня 2002) (грудень 1968 — лютий 1973)
- 1973—1979: Берндт фон Штаден (24 червня 1919 — 17 жовтня 2014) (лютий 1973 — листопад 1979)
- 1979—1984: Пітер Гермес (8 серпня 1922 — 14 жовтня 2015) (листопад 1979 — липень 1984)
- 1984—1987: Гюнтер ван Велл (15 жовтня 1922 — 14 серпня 1993) (липень 1984 — жовтень 1987)
- 1987—1992: Юрген Руфус (4 серпня 1930 — 25 лютого 2018) (листопад 1987 — серпень 1992)
- 1992—1995: Immo Stabreit (24 січня 1933 —) (серпень 1992 — січень 1995)
- 1995—2001: Юрген Хробог (28 лютого 1940 —) (січень 1995 — червень 2001)
- 2001—2006: Вольфганг Ішингер (6 квітня 1946 —) (червень 2001 — березень 2006)
- 2006—2011: Клаус Шаріот (8 жовтня 1946 —) (березень 2006—2011)
- 2011—2014: Пітер Аммон (23 лютого 1952 —) (серпень 2011 — квітень 2014)
- 2014—2018: Пітер Віттіг (11 серпня 1954 —) (квітень 2014 — червень 2018)
- 2018—2023: Емілі Габер (1956 —) (червень 2018 — червень 2023)
- З 2023: Андреас Міхаеліс (1959 —) (серпень 2023 — тепер)